# Heinrich Jolas
Heinrich Jolas (* 28. April 1866 in St. Johann (heute Saarbrücken); † 7. November 1949 in Kaiserslautern) war ein deutscher Verwaltungsjurist, Bezirksamtmann und bayerischer Staatskommissar für die Pfalz.

## Leben
Heinrich Jolas studierte in den Jahren von 1884 bis 1888 Rechtswissenschaften an der Ruprecht-Karls-Universität Heidelberg, der Humboldt-Universität zu Berlin und der Friedrich-Alexander-Universität Erlangen-Nürnberg und legte 1892 das Große juristische Staatsexamen ab. Seit 1885 gehörte er der Burschenschaft Germania Erlangen an. Er kam als geprüfter Rechtspraktikant zur Regierung der Pfalz und war dort später als Akzessist tätig. Zum 15. Oktober 1893 erhielt er eine Anstellung als Assessor beim Bezirksamt Kötzting. Später in gleicher Funktion in Kaiserslautern eingesetzt, kam er im Juli 1900 als Assessor zur Kammer des Innern bei der Regierung von Oberbayern. Im Oktober 1903 zum Bezirksamtmann in Neumarkt in der Oberpfalz ernannt, kehrte er 1909 als Regierungsrat zur Regierung der Pfalz zurück und wechselte 1915 zur Regierung von Oberbayern. Dort wurde er im Juli 1919 zum Oberregierungsrat ernannt und am 2. August im Staatsministerium des Äußern als Staatskommissar für die Saarpfalz eingesetzt. Dieses Gebiet wurde nach den Bestimmungen des Versailler Vertrages dem Völkerbund als Mandatsgebiet übertragen und unter fremde Verwaltung gestellt. Er war Beauftragter der Staatsregierung für die Übergabe des bayerischen Teils des französisch besetzten Saargebiets. Ab Januar 1925 war er als Nachfolger von Theodor von Winterstein Staatskommissar für die bayerische Pfalz und übte dieses Amt bis zu seiner Versetzung in den Ruhestand zum 1. April 1933 aus. Auf seine Anregung hin wurde 1934 Karl Barth zum Beauftragten von Ministerpräsident Ludwig Siebert als bayerischen Generalbevollmächtigten für die Pfalz und die bayerische Saarpfalz bestimmt.
Am 13. Januar 1933 nahm Jolas an der Ministerratssitzung teil, als die Frage der Verhältnisse des Saargebietes behandelt wurde.
Ab 1919 bürgerte sich für die ehemals pfälzischen Teile des neuen „Saarstaates“ der Begriff „Saarpfalz“ ein. Dieser wurde von Heinrich Jolas geprägt, dessen Titel „Staatskommissar für die Übergabe westpfälzischer Gebietsteile an das Saargebiet“ zu umständlich war und er sich deswegen „Staatskommissar für die Übergabe der Saarpfalz“  nannte.

## Auszeichnungen
- Geheimer Rat

## Schriften
- Die Pfalz unter französischer Besatzung von 1918 bis 1930:Kalendarische Darstellung der Ereignisse vom Einmarsch im November 1918 bis zur Räumung am 1. Juli 1930, Süddeutsche Monatshefte
- Die pfälzischen Forsten und ihre Verwaltung während der Besatzungszeit von 1918 bis 1930: Kalendarische Darstellung der Besatzungsereignisse vom Einmarsch der Franzosen im November 1918 bis zur Räumung am 1. Juli 1930, Landesforstverwaltung 1934